# イソプロテレノール
イソプロテレノール（Isoproterenol）またはイソプレナリン（Isoprenaline）は、徐脈、房室ブロック、気管支喘息の治療に用いられる医薬品の一つである。商品名はプロタノール。非選択的β作動薬であると同時に痕跡アミン関連受容体-1（TAAR1）作動薬である。

## 効能・効果
日本では錠剤が高度徐脈の治療（特にアダムス・ストークス症候群予防）薬としてカプセル剤が「めまい」治療薬として、注射薬がアダムス・ストークス症候群発作治療薬、急性心不全および術後低心拍出量症候群治療薬、気管支喘息重症発作治療薬として、吸入薬が喘息治療薬（気管支痙攣の緩解）として承認されている。
心臓のアドレナリンβ1受容体を刺激して、いずれも陽性の変時作用、変伝導作用、変力作用を発揮する。吸入薬として気管支喘息の治療にも用いるが、その使用頻度は少ない。あらゆる種類のβ受容体を刺激するので、交感神経β2受容体作動薬であるサルブタモール等と同様に気道平滑筋を弛緩させて換気量を増加させる。
気管支喘息、気管支炎、慢性閉塞性肺疾患治療薬として注射・舌下投与用アンプルが販売されている国もある。
注意して用いると、後天性の機序によるトルサード・ド・ポワントの治療に使用できる。この際は硫酸マグネシウムを同時に投与し、心臓ペースメーカーのオーバードライブ・ペーシングも併用する。

## 作用機序
イソプロテレノールは交感神経β1受容体・β2受容体作動薬であり、β2選択的作動薬であるサルブタモールが開発される以前は喘息治療薬として広く用いられていた。
イソプロテレノールのTAAR1作動効果は、チラミン等の内因性微量アミンに類似した薬力学的効果を付与しているが、半減期が短いために、中枢神経系のTAAR1刺激に基づく持続的向精神薬作用は有さない。投与経路は様々であるが、吸収後の半減期は約2分である。
イソプロテレノールの循環器への非選択的作用は、細動脈の中膜に存在するβ1、β2両受容体への作用による。β2受容体が刺激されると細動脈平滑筋が弛緩して血管が拡張する。イソプロテレノールは心臓に対する陽性変力作用および陽性変時作用を持ち、これらの作用は収縮期血圧を上昇させるが、血管拡張効果のため拡張期血圧は低く保たれる。結果的に全体としては平均動脈圧は低下する。

## 禁忌
禁忌の内容は剤形毎に異なっている。
| 剤形       | 効能・効果                                                                | 禁忌の内容 |
| ---------- | ------------------------------------------------------------------------- | --- |
| 錠剤       | 各種の高度徐脈                                                            | 特発性肥大性大動脈弁下狭窄症 ジギタリス中毒 カテコールアミン（アドレナリン等）、エフェドリン、メチルエフェドリン、メチルエフェドリンサッカリネート、オルシプレナリン、フェノテロール、ドロキシドパの併用 |
| 注射剤     | アダムス・ストークス症候群 急性心不全 低心拍出量症候群 気管支喘息重症発作 | 特発性肥大性大動脈弁下狭窄症 ジギタリス中毒 カテコールアミン（アドレナリン等）、エフェドリン、メチルエフェドリン、メチルエフェドリンサッカリネート、オルシプレナリン、フェノテロール、ドロキシドパの併用 |
| カプセル剤 | 内耳障害性「めまい」                                                      | 重症冠動脈疾患 頭部・頸部外傷直後 カテコールアミン製剤（アドレナリン等）、エフェドリン、メチルエフェドリンの併用                                                                                         |
| 吸入液     | 気管支痙攣緩解                                                            | カテコールアミン製剤（アドレナリン等）、エフェドリン、メチルエフェドリンの併用 頻脈性不整脈 製剤成分への過敏症                                                                                           |

虚血性心疾患を持つ患者に投与してはならない。

## 副作用
いずれの剤形の添付文書にも、重大な副作用として 重篤な血清カリウム値の低下 が記載されている。また注射剤では 心筋虚血（異型狭心症、非Q波梗塞等）も重大な副作用とされている。
イソプロテレノールの副作用もまた多くは心血管系への作用の結果である。心室性期外収縮や心室性頻拍、さらに致死的不整脈を生ずることがある。
米国では連邦規則集（CFR）第21巻201.305節に従い、過量投与時の逆説的気道抵抗上昇および心停止に関する警告文が添付文書に記載されている[英語版]。
1963年から1968にかけて、イングランド、ウェールズ、スコットランド、アイルランド、オーストラリア、ニュージーランドで喘息治療を目的にイソプロテレノールを使用した患者の死亡が増加した。その原因の多くは過量投与であった。これらの地域では1回に吸入される薬物量が米国およびカナダの5倍であった。

## 構造活性相関
イソプロピルアミン基がβ受容体への選択性を担っている。カテコールの水酸基が露出している事で代謝酵素への感受性が維持されていると考えられている。